# Gracie Elvin
Gracie Elvin (Canberra, 31 ottobre 1988) è un'ex ciclista su strada ed ex mountain biker australiana.

## Palmarès

### Strada
- 2012 (Faren-Honda Team, una vittoria)

Campionati oceaniani, Prova in linea Elite
- 2013 (Orica-AIS, una vittoria)

Campionati australiani, Prova in linea Elite
- 2014 (Orica-AIS, una vittoria)

Campionati australiani, Prova in linea Elite
- 2015 (Orica-AIS, due vittorie)

Gooik-Geraardsbergen-Gooik
3ª tappa-parte b Internationale Thüringen Rundfahrt (Meerane > Meerane)
- 2016 (Orica-AIS, una vittoria)

Gooik-Geraardsbergen-Gooik

### Mountain bike
- 2009

Campionati australiani, Cross country Under-23

## Piazzamenti

### Grandi Giri
- Giro d'Italia

2012: 74ª
2013: 60ª
2018: 96ª

### Competizioni mondiali
- Campionati del mondo

Valkenburg 2012 - In linea Elite: 72ª
Toscana 2013 - In linea Elite: ritirata
Richmond 2015 - Cronosquadre: 7ª
Richmond 2015 - In linea Elite: 60ª
Doha 2016 - In linea Elite: 92ª
Bergen 2017 - In linea Elite: 23ª
Innsbruck 2018 - Cronosquadre: 5ª
- Giochi olimpici

Rio de Janeiro 2016 - In linea: 49ª